# Erasto Nyoni
Erasto Edward Nyoni (ur. 7 maja 1988 w Songei) – tanzański piłkarz występujący na pozycji obrońcy. Zawodnik klubu Simba SC.

## Kariera klubowa
Nyoni karierę rozpoczynał w 2006 roku w drużynie Arusha FC. Grał tam przez jeden sezon. W 2007 roku odszedł do burundyjskiego klubu Vital’O FC. W tym samym roku zdobył z nim mistrzostwo Burundi. W 2008 roku wrócił do Tanzanii, gdzie został graczem zespołu Azam FC. W 2017 przeszedł do Simba SC.

## Kariera reprezentacyjna
W reprezentacji Tanzanii Nyoni zadebiutował 25 listopada 2006 roku w wygranym 2:1 meczu CECAFA Cup 2006 z Etiopią, rozegranym w Addis Abebie. W 2019 roku powołano go do kadry na Puchar Narodów Afryki 2019.